# Chiesa di San Genesio (Castelveccana)
La chiesa di San Genesio è un edificio religioso di Castelveccana, nella frazione di Sarigo.

## Storia
La costruzione della chiesa iniziò nel corso del XIII secolo, per essere completata nel secolo successivo. Le prime notizie riguardanti una cappella dedicata a San Genesio sono state ritrovate nel Liber Notitiae Sanctorum Mediolani. L'edificio fu sottoposto a numerosi ampliamenti, che l'hanno visto ampliarsi in diverse fasi verso ovest. È del XVI secolo il completamento del rifacimento dell'abside, originariamente a terminazione semicircolare. Nel secolo successivo venne completata la facciata attuale, comprensivo di portico.
La chiesa fa parte della parrocchia di Domo, quindi del vicino comune di Porto Valtravaglia.

## Descrizione
Strutturalmente la chiesa comprende un'unica aula a tre campate che porta verso il presbiterio. Le campate sono sormontate da una volta a botte "unghiata". Il campanile si innalza dal presbiterio, in posizione spostata verso il centro abitato.
Lungo la parte settentrionale è presente un ciclo di affreschi, risalenti al XVI secolo e probabilmente opera di una bottega di artisti locali. Nonostante le pessime condizioni di conservazione, tra gli affreschi si possono individuare un'Ultima Cena, San Martino in procinto di dividere il mantello, San Rocco e San Sebastiano, oltre a un Cristo fra gli angeli.
L'altare a parete in ebano risale al XVII secolo, ed è inserito in un'area presbiteriale delimitata da una balaustra in marmi policromi. Il presbiterio venne successivamente ampliato con la presenza di un tavolo in legno aggiunto nel 1967.